# Kleinniedesheim
Kleinniedesheim è un comune di 946 abitanti della Renania-Palatinato, in Germania.
Appartiene al circondario (Landkreis) del Rhein-Pfalz-Kreis (targa RP) ed è parte della comunità amministrativa (Verbandsgemeinde) di Lambsheim--Heßheim.